# Chuchla
Chuchla (bulgariska: Хухла) är en ås i Bulgarien.   Den ligger i regionen Chaskovo, i den centrala delen av landet, 220 km öster om huvudstaden Sofia.
Trakten runt Chuchla består till största delen av jordbruksmark. Runt Chuchla är det ganska tätbefolkat, med 80 invånare per kvadratkilometer.